# Josep Oller i Roca
Josep Oller i Roca (Terrassa, 1839 - París, 19 d'abril de 1922) fou un empresari català establert a París. És l'artífex de la mítica sala d'espectacles parisenca Moulin Rouge, de la sala Olympia i fou el primer a aplicar a França el Pari-Mutuel, un sistema d'aposta entre més de dues persones que s'usa sovint a les curses de cavalls i a Espanya té com a exemple típic la Travessa.

## Biografia
Els seus pares, Francesc Oller i Teresa Roca, empresaris tèxtils de Terrassa, van emigrar a França quan Josep Oller era encara nen. No obstant això, son pare l'envià a Bilbao el 1856 per realitzar els seus estudis universitaris de comerç i aprendre el castellà, ja que a casa només es parlava en català. Allà va aficionar-se a les baralles de galls i començà la seva carrera com a corredor d'apostes. Posteriorment, tornà a París per treballar a l'empresa familiar.
El 1867, va concebre un modern sistema de travesses que permetia als jugadors triar cavall guanyador i quedar-se amb les apostes dels jugadors perdedors, que anomenà Pari-Mutuel. En aquest sistema d'apostes, cada un aposta per un resultat i tots paguen (aposten) una quantitat de diners, part dels quals es dediquen a pagar les depeses associades a l'organització de l'aposta i la resta es dona com a premi al guanyador. Si hi ha més d'un guanyador, el premi es reparteix per igual entre tots els encertants. A França les més populars es fan amb curses de cavalls i s'anomenen PMU, igual que els bars als quals es venen i s'entreguen les paperines d'aquest i altres jocs d'atzar (quiniela, loteria, etc.) Com a comissió de gestió, Oller es quedava un 5% dels diners apostats i ràpidament va implantar-lo als hipòdroms francesos. La novetat va ser un èxit econòmic. El 1874, però, Oller va ser processat i condemnat a quinze dies de presó i a pagar una multa per explotar els jocs il·lícits, tot i que posteriorment, el 2 de juny 1891, el seu sistema de travesses seria legalitzat i adoptat per la majoria d'hipòdroms del món.
A principi dels anys 70 del segle xix es va traslladar a Londres durant una temporada per evitar la guerra francoprussiana. Allà va entrar en contacte amb el món de l'espectacle.
De nou a París, a partir de l'any 1876, Oller virà la seva atenció cap a la indústria de l'espectacle i esdevingué un reputat empresari teatral. Primerament, inaugurà diverses sales d'espectacles a París juntament amb altres personalitats del sector: Fantaisies Oller, La Bombonnière i el Théâtre des Nouveautés. Alhora va iniciar altres projectes com un criador de cavalls de pura sang, l'hipòdrom de Saint-Germain (1882) o el gimnàs Grande Piscine Rochechouart (1885), una piscina coberta de 600 metres quadrats al centre de París amb 500 cabines, gimnàs i sauna per la qual van arribar a passar 25.000 persones anualment. També va inaugurar el Nouveau Cirque (1886) una gran pista d'espectacles de circ que podia convertir-se en una piscina amb números de dansa aquàtica.
La nit abans que s'inaugurés l'Exposició Universal de París de 1889, el 6 d'octubre, Oller inaugurà el famós Moulin Rouge a la place Blanche del barri de Montmartre, associat amb Charles Zidler. Joan Oller, germà del propietari, n'esdevindria el director i Henri de Toulouse-Lautrec, gran amic d'Oller, un dels dissenyadors de cartells.
També va crear els centres de lleure coneguts com les Montagnes Russes i els Jardins de Paris (1892), que obrien quan el Moulin Rouge tancava. Per tal de transportar els clients d'un lloc a l'altre, va establir un sistema de transport gratuït mitjançant un òmnibus. Quatre anys més tard, obrí el primer music-hall de París, l'Olympia, on va actuar, entre d'altres La Bella Otero. Les seves atraccions li van fer guanyar molts diners i gaudiren de gran acceptació fins al 1914 any en què s'inicià la Primera Guerra Mundial. Va ser llavors quan es va refugiar al poblet de Rochecorbon (Turena) i van llogar el castell dels Fontenailles. Més endavant, tornaren a París, però s'allotjaren en un hotel parisenc en lloc dels Jardins de Paris. Quan es va firmar l'Armistici de 1918, es traslladà al número 11 de l'avinguda Carnot, al barri de l'Etoile.
El 1919 va traspassar la seva dona Carmen Coello amb qui no havien engendrat descendència. Va morir el 19 d'abril de 1922 a la seva casa de l'avinguda Carnot. Les seves restes descansen a prop de l'entrada del cementiri Père Lachaise de París. La seva tomba porta escrit l'epitafi: "La seva intel·ligència igualava el seu cor".